# René Binggeli
René Binggeli (Genève, 17 januari 1941 – Genève, 27 september 2007) was een Zwitsers wielrenner.

## Belangrijkste overwinningen
1964
- 3e etappe deel A Ronde van Romandië
- 4e etappe Ronde van Romandië

1965
- 22e etappe Ronde van Italië

1967
- 22e etappe deel A Ronde van Frankrijk

## Resultaten in voornaamste wedstrijden
| Jaar | Ronde van Italië | Ronde van Frankrijk | Ronde van Spanje |
| ---- | ---------------- | ------------------- | ---------------- |
| 1961 | opgave           |                     |                  |
| 1962 |                  |                     |                  |
| 1965 | 20e (1)          | 49e                 |                  |
| 1966 | 65e              | buiten tijd         |                  |
| 1967 | 29e              | 55e (1)             |                  |
| 1968 | opgave           |                     |                  |

| Jaar | Milaan-San Remo | Ronde van Lombardije |  | WK op de weg |
| ---- | --------------- | -------------------- |  | ------------ |
| 1961 |                 |                      |  |              |
| 1962 |                 |                      |  | 23e          |
| 1965 |                 | 24e                  |  | 6e           |
| 1966 | 30e             |                      |  |              |
| 1967 | 85e             |                      |  |              |
| 1968 | 85e             |                      |  |              |